# Déli Vízikígyó csillagkép
A Déli Vízikígyó (latin: Hydrus) egy csillagkép.

## Története, mitológia
A Déli Vízikígyó egyike volt annak a tizenkét csillagképnek, amelyet Petrus Plancius jelölt ki Pieter Dirkszoon Keyser és Frederick de Houtman holland hajósok megfigyelései alapján, és már látszik a 35 cm átmérőjű, Jodocus Hondius és Plancius által Amszterdamban 1597-ben vagy 1598-ban kiadott éggömbön. Égi atlaszban a Johann Bayer által 1603-ban kiadott Uranometriában volt látható.
Nevezik Hím/férfi vízikígyónak is.

## Látnivalók

### Csillagok
- α Hydri: 2,86m fényrendű csillag, a színképosztálya F0, 71 fényévnyire van a Földtől.
- γ Hyi, kínai nyelven Foo Pih: 3,7m fényrendű csillag, a távolsága 220 fényév.
- δ Hyi: 70 fényévnyire lévő, A2 típusú, 4,3m magnitúdós csillag.
- π Hyi: már szabad szemmel is felismerhető, ötödrendű, vörös és narancssárga színű pár.

### Mélyég-objektumok

A Déli Vízikígyó csillagkép

- IC 1717

## Fordítás
- Ez a szócikk részben vagy egészben  a   Hydrus című angol Wikipédia-szócikk fordításán alapul.  Az eredeti cikk szerkesztőit annak laptörténete sorolja fel. Ez a jelzés csupán a megfogalmazás eredetét és a szerzői jogokat jelzi, nem szolgál a cikkben szereplő információk forrásmegjelöléseként.